# Granica ciągu
| n   | n sin(1/n) |
| --- | ---------- |
| 1   | 0,841471   |
| 2   | 0,958851   |
| ... |            |
| 10  | 0,998334   |
| ... |            |
| 100 | 0,999983   |
| ... |            |

Powyższa tabela przedstawia wybrane wyrazy nieskończonego ciągu {\displaystyle n\cdot \sin {\big (}{\tfrac {1}{n}}{\big )},} gdzie {\displaystyle n} to dowolna dodatnia liczba naturalna. Widać, że ze wzrostem tego argumentu wartość funkcji zbliża się do jedynki (1). Można udowodnić, że granica tego ciągu wynosi jeden (1)

Przykłady wielokątów foremnych razem z ich okręgami opisanymi i wpisanymi. Obwody takich wielokątów tworzą nieskończony ciąg (sekwencję). Przy ustalonym promieniu okręgu opisanego lub wpisanego ciąg ten ma granicę – jest zbieżny. Tą granicą jest długość okręgu, co pozwala zdefiniować i przybliżyć liczbę pi (π)

Granica ciągu, limes – obiekt związany z niektórymi ciągami nieskończonymi, czyli funkcjami zmiennej naturalnej. Wyrazami nieskończonego ciągu, który ma granicę, mogą być:
- liczby rzeczywiste, czyli równoważnie punkty na osi liczbowej;
- punkty na standardowej – czyli euklidesowej – płaszczyźnie;
- punkty innej przestrzeni euklidesowej dowolnego wymiaru;
- punkty innej przestrzeni metrycznej[2], np. niektórych przestrzeni funkcyjnych.

Nieformalnie granica ciągu to wartość, do której zbliżają się jego wyrazy. Ściślej: w dowolnym otoczeniu granicy znajdują się prawie wszystkie wyrazy tego ciągu. „Prawie wszystkie” oznacza tu: wszystkie oprócz skończenie wielu. Równoważnie: dla dostatecznie dużych wskaźników – inaczej indeksów lub argumentów – wszystkie wyrazy ciągu leżą dowolnie blisko jego granicy. Ścisła postać tej definicji jest oparta na kwantyfikatorach i podana niżej.
Rozróżnia się granice właściwe i niewłaściwe. Te drugie to nieskończoność rozumiana jako element rozszerzonej osi rzeczywistej, a wszystkie pozostałe granice nazywa się właściwymi, skończonymi lub krótko granicami. Ciąg z właściwą (skończoną) granicą nazywa się zbieżnym, a pozostałe ciągi – rozbieżnymi. W najczęściej rozważanych przypadkach – jak wspomniane przestrzenie euklidesowe – ciąg zbieżny ma tylko jedną granicę. Innymi słowy granica takich ciągów jest jednoznaczna – jest funkcją, a jej wartość dla ciągu {\displaystyle a_{n}} oznacza się {\displaystyle \lim \limits _{n\to \infty }a_{n}}.
Nieformalne (nieścisłe) pojęcie granicy jest używane od antyku, np. w pracach Archimedesa z Syrakuz o kołach i innych figurach ograniczonych krzywymi. W nowożytności zostało rozwinięte – XVII wiek to początki rachunku różniczkowego i całkowego, a XIX wiek przyniósł ścisłe definicje. Pojęcie granicy ciągu stało się fundamentem całego działu matematyki znanego jako analiza. Doczekało się też uogólnień jak punkty skupienia i granice ciągów uogólnionych.

## Granice właściwe izbieżność

Wykres ciągu, którego wyrazy dążą do granicy

Niezależnie od wyboru istnieje taki indeks począwszy od którego wyrazy ciągu leżą wyłącznie w przedziale

Wybierając mniejszy można wskazać niemniejszy od indeks a wszystkie wyrazy ciągu o indeksach większych od niego znajdować się będą wewnątrz przedziału

Dla każdego jest tylko skończona liczba wyrazów ciągu poza przedziałem o szerokości o środku w punkcie

### Definicje
Niech {\displaystyle (a_{n})} będzie nieskończonym ciągiem liczb rzeczywistych lub zespolonych. Liczbę {\displaystyle g} nazywa się granicą ciągu {\displaystyle (a_{n}),} jeżeli:
{\displaystyle \forall _{\varepsilon >0}\;\exists _{N}\;\forall _{n>N}\;|a_{n}-g|<\varepsilon ,}
gdzie symbol {\displaystyle |\cdot |} oznacza wartość bezwzględną liczby rzeczywistej, bądź moduł liczby zespolonej.
W interpretacji geometrycznej powyższa nierówność dla liczb zespolonych oznacza w istocie, że wybrane jw. wyrazy {\displaystyle a_{n}} leżą w kole {\displaystyle K(g,\varepsilon ),} z kolei dla liczb rzeczywistych oznacza ona, że leżą one w przedziale {\displaystyle (g-\varepsilon ,\ g+\varepsilon ),} który jest odpowiednikiem koła dla osi liczbowej.
Powyższy formalny warunek można więc wysłowić następująco:
dla dowolnej dodatniej liczby {\displaystyle \varepsilon } istnieje taki wskaźnik {\displaystyle N,} że dla wszystkich wskaźników {\displaystyle n} większych od {\displaystyle N} wyrazy {\displaystyle a_{n}} leżą w kole o środku {\displaystyle g} i promieniu {\displaystyle \varepsilon .}
Granicę ciągu {\displaystyle (a_{n})} oznacza się {\displaystyle \lim \limits _{n\to \infty }a_{n}} i czyta się: „limes {\displaystyle a\;n} przy {\displaystyle n} dążącym do nieskończoności” lub po prostu {\displaystyle \lim a_{n}} i czyta się: „limes {\displaystyle a\;n}”, a fakt, że {\displaystyle g} jest granicą ciągu {\displaystyle (a_{n}),} niekiedy oznacza się {\displaystyle a_{n}{\xrightarrow {n\to \infty }}g} lub {\displaystyle a_{n}\to g} i czyta się: „ciąg {\displaystyle a_{n}} dąży do {\displaystyle g}” lub „ciąg {\displaystyle a_{n}} jest zbieżny do {\displaystyle g}” (można dodać: „przy {\displaystyle n} dążącym do nieskończoności”).
Ciągi mające granice nazywa się zbieżnymi, a pozostałe – rozbieżnymi. Do badania ciągów rozbieżnych stosuje się pojęcie granicy górnej i dolnej, czyli największej i najmniejszej spośród wszystkich granic jego podciągów zbieżnych. Ciąg liczb rzeczywistych jest zbieżny wtedy i tylko wtedy, gdy jego granice górna i dolna są sobie równe. Przydatne jest też pojęcie punktu skupienia. Jest ono uogólnieniem pojęcia granicy, bowiem każda granica jest punktem skupienia, ale nie na odwrót.
Niekiedy, dla odróżnienia od granicy niewłaściwej opisanej w kolejnej sekcji, granicę ciągu zbieżnego do pewnej liczby rzeczywistej lub zespolonej (nazywanej wtedy „skończoną”, w przeciwieństwie do dwóch lub jednej „liczb nieskończonych”) nazywa się granicą właściwą.

### Przykłady ciągów zbieżnych

Wykres ciągu zbieżnego w kolorze niebieskim. Widzimy, że gdy wzrasta, wartości ciągu zbliżają się do granicy 0

- Granicą ciągu {\displaystyle (1,2,5,13)} jest liczba {\displaystyle 13.} W ogólności granicą ciągu skończonego jest jego ostatni wyraz.
- Granicą ciągu {\displaystyle a_{n}={\tfrac {1}{n}}} jest {\displaystyle 0.}
Dla dowolnego {\displaystyle \varepsilon } wystarczy za {\displaystyle N} wziąć dowolną liczbę naturalną większą od {\displaystyle {\tfrac {1}{\varepsilon }}.}[a] Wówczas dla dowolnego wskaźnika {\displaystyle n>N} otrzymuje się {\displaystyle n>{\tfrac {1}{\varepsilon }},} czyli {\displaystyle {\tfrac {1}{n}}<\varepsilon .}
Przykładowo dla {\displaystyle \varepsilon ={\tfrac {1}{1000}}} wszystkie wyrazy ciągu {\displaystyle a_{1001},\,a_{1002},\,a_{1003},\,\dots } oddalone są od zera o nie więcej niż {\displaystyle {\tfrac {1}{1000}}.}
- Granicą ciągu {\displaystyle b_{n}={\tfrac {n}{n+1}}} jest {\displaystyle 1.}
Dla dowolnego {\displaystyle \varepsilon } wystarczy za {\displaystyle N} wziąć dowolną liczbę naturalną większą od {\displaystyle {\tfrac {1}{\varepsilon }}-1.} Wtedy dla dowolnego indeksu {\displaystyle n>N} zachodzi {\displaystyle n>{\tfrac {1}{\varepsilon }}-1,} czyli {\displaystyle {\tfrac {1}{n+1}}<\varepsilon ,} skąd {\displaystyle {\tfrac {n}{n+1}}>1-\varepsilon .}
Przykładowo dla {\displaystyle \varepsilon ={\tfrac {1}{1000}}} wszystkie wyrazy ciągu {\displaystyle a_{1000},\,a_{1001},\,a_{1002},\,\dots } są oddalone od jedynki nie więcej niż o {\displaystyle {\tfrac {1}{1000}}.}

### Przykłady ciągów rozbieżnych
- Ciąg {\displaystyle a_{n}=n} jest rozbieżny, ale ma granicę niewłaściwą {\displaystyle +\infty .}
- Ciąg {\displaystyle a_{n}=n(-1)^{n}} jest rozbieżny i nie ma granicy niewłaściwej {\displaystyle +\infty } ani {\displaystyle -\infty ,} ale traktowany jako ciąg liczb zespolonych ma granicę niewłaściwą {\displaystyle \infty } (w sensie definicji dla ciągów zespolonych); podciąg {\displaystyle a_{2n}} jest zbieżny do {\displaystyle +\infty ,} natomiast podciąg {\displaystyle a_{2n-1}} jest zbieżny do {\displaystyle -\infty .}
- Ciągi {\displaystyle a_{n}=(-1)^{n}} oraz {\displaystyle b_{n}=(-1)^{n}+{\tfrac {(-1)^{n+1}}{n}}} są rozbieżne i nie mają żadnej granicy – ani właściwej, ani niewłaściwej, przy czym ich granicami dolną i górną są odpowiednio {\displaystyle -1} oraz {\displaystyle 1;} w obu przypadkach liczby te są punktami skupienia tych ciągów.
- Ciąg {\displaystyle a_{n}=\{n\pi \},} gdzie {\displaystyle \{\cdot \}} oznacza część ułamkową liczby, ma granicę dolną {\displaystyle 0} i górną {\displaystyle 1,} każdy punkt przedziału {\displaystyle [0,1]} jest punktem skupienia.
- Ciąg liczb zespolonych {\displaystyle a_{n}=i^{n}} nie ma granicy (ani właściwej ani niewłaściwej), ma jednak 4 punkty skupienia.
- Ciąg liczb zespolonych {\displaystyle a_{n}={\tfrac {n}{17}}\cdot e^{i\cdot n/17}} ma granicę niewłaściwą {\displaystyle \infty .}

### Własności

Wykres ciągu Cauchy’ego oznaczono niebieskim kolorem (indeks na osi odciętych, wartość na osi rzędnych). Widzimy, że sekwencja wydaje się zbiegać do punktu granicznego, ponieważ wyrazy ciągu zbliżają się do siebie wraz ze wzrostem W liczbach rzeczywistych każdy ciąg Cauchy’ego zbiega się do pewnej granicy.

- Ciąg ma najwyżej jedną granicę (właściwą).
- Jeśli ciąg ma granicę właściwą, to jest on ograniczony[b][8]. Jeśli ciąg liczb rzeczywistych bądź zespolonych ma granicę niewłaściwą, to jest nieograniczony.
- Dowolny nieskończony podciąg ciągu zbieżnego jest zbieżny do tej samej granicy.
- Jeśli ciągi {\displaystyle (a_{n})} i {\displaystyle (b_{n})} są zbieżne oraz {\displaystyle a_{n}\leqslant b_{n}} dla każdego naturalnego {\displaystyle n,} to {\displaystyle \lim a_{n}\leqslant \lim b_{n}.}
- Twierdzenie o trzech ciągach: jeśli ciągi {\displaystyle (a_{n})} i {\displaystyle (c_{n})} są zbieżne do wspólnej granicy {\displaystyle g,} przy czym {\displaystyle a_{n}\leqslant b_{n}\leqslant c_{n}} dla każdego naturalnego {\displaystyle n,} to ciąg {\displaystyle (b_{n})} również jest zbieżny i to do granicy {\displaystyle g.}
- Jeśli ciągi {\displaystyle (a_{n}),\,(b_{n})} są ciągami zbieżnymi odpowiednio do {\displaystyle a} oraz do {\displaystyle b,} to wykonalne są działania:
  - {\displaystyle \lim \,(a_{n}+b_{n})=a+b,}
  - {\displaystyle \lim \,(a_{n}-b_{n})=a-b,}
  - {\displaystyle \lim \,(a_{n}\cdot b_{n})=a\cdot b,}
  - {\displaystyle \lim {\frac {a_{n}}{b_{n}}}={\frac {a}{b}},} o ile tylko {\displaystyle b\neq 0} oraz {\displaystyle b_{n}\neq 0} dla każdego {\displaystyle n.}
- Twierdzenie Bolzana-Weierstrassa: z każdego rzeczywistego lub zespolonego ciągu ograniczonego można wybrać podciąg zbieżny.
- Każdy ciąg liczb rzeczywistych monotoniczny i ograniczony ma granicę[c][d].

- Ciąg liczbowy rzeczywisty lub zespolony jest zbieżny wtedy i tylko wtedy, gdy jest ciągiem Cauchy’ego[e].

## Granice niewłaściwe
Dla niektórych rozbieżnych ciągów nieskończonych wprowadza się pojęcie granicy niewłaściwej. Chodzi o ciągi, których wyrazy rosną lub maleją nieograniczenie; o takich ciągach mówi się także, że dążą one do nieskończoności.

### Przypadek rzeczywisty
Jeżeli {\displaystyle (a_{n})} jest ciągiem liczb rzeczywistych i wszystkie jego wyrazy o indeksach większych od odpowiednio dużego {\displaystyle N} są większe od dowolnej z góry wybranej liczby, to mówi się, że ciąg ma granicę niewłaściwą w {\displaystyle +\infty ,} bądź że jest rozbieżny do {\displaystyle +\infty .}
Jeżeli zaś są mniejsze od dowolnej z góry wybranej liczby, to mówi się, że ma on granicę niewłaściwą w {\displaystyle -\infty ,} lub że jest rozbieżny do {\displaystyle -\infty .}
Formalnie można to zapisać tak:
ciąg {\displaystyle (a_{n})} o wyrazach rzeczywistych ma
- granicę niewłaściwą w {\displaystyle +\infty }, jeżeli {\displaystyle \forall _{M\in \mathbb {R} }\;\exists _{N}\;\forall _{n>N}\;a_{n}>M,}
- granicę niewłaściwą w {\displaystyle -\infty }, jeżeli {\displaystyle \forall _{M\in \mathbb {R} }\;\exists _{N}\;\forall _{n>N}\;a_{n}<M.}

### Przypadek zespolony
Jeżeli {\displaystyle (a_{n})} jest ciągiem liczb zespolonych i wszystkie jego wyrazy o indeksach większych od odpowiednio dużego {\displaystyle N} są większe co do modułu od dowolnej z góry wybranej liczby rzeczywistej, to mówi się, że ciąg ma granicę niewłaściwą w {\displaystyle \infty ,} bądź że jest rozbieżny do {\displaystyle \infty .}
Formalnie:
ciąg {\displaystyle (a_{n})} o wyrazach zespolonych ma
- granicę niewłaściwą w {\displaystyle \infty }, jeżeli {\displaystyle \forall _{M\in \mathbb {R} }\;\exists _{N}\;\forall _{n>N}\;|a_{n}|>M.} Tutaj {\displaystyle |a_{n}|} oznacza moduł liczb zespolonych.

Geometrycznie można to ująć w następujący sposób:
ciąg {\displaystyle (a_{n})} ma granicę niewłaściwą, jeśli dla dowolnie dużego koła o środku w {\displaystyle 0} prawie wszystkie wyrazy ciągu {\displaystyle a_{n}} leżą na zewnątrz tego koła.
Wprowadzoną powyżej definicję rozbieżności ciągów zespolonych można bez zmian zastosować dla ciągów rzeczywistych, zastępując jedynie moduł liczby zespolonej {\displaystyle |a_{n}|} wartością bezwzględną liczby rzeczywistej. W praktyce jednak tej definicji nie stosuje się, bowiem traci się wówczas możliwość rozróżniania kierunku (zwrotu) rozbieżności ciągu.

## Zbieżność w przestrzeniach metrycznych

### Definicje
Pojęcie granicy ciągu można wprowadzić w dowolnej przestrzeni metrycznej. Wystarczy w definicji granicy zastąpić wartość bezwzględną (moduł) różnicy dwóch liczb odległością według metryki danej przestrzeni. Niech {\displaystyle (X,d)} będzie przestrzenią metryczną. Ciąg {\displaystyle (a_{n})} elementów tej przestrzeni jest zbieżny do {\displaystyle g\in X,} jeśli:
{\displaystyle \forall {\varepsilon >0}\;\exists N\;\forall {n>N}:\;d(a_{n},g)<\varepsilon .}
Warunkiem równoważnym zbieżności ciągu {\displaystyle (a_{n})} jest żądanie, by ciąg {\displaystyle (d_{n})} gdzie {\displaystyle d_{n}:=d(a_{n},g)} był zbieżny do zera.
Zbieżność w przestrzeni metrycznej można wyrazić:
ciąg {\displaystyle x_{n}} jest zbieżny do {\displaystyle g,} jeśli w dowolnej kuli o środku w {\displaystyle g} mieszczą się prawie wszystkie wyrazy ciągu {\displaystyle x_{n}.}
Jeśli ciąg (w przestrzeni metrycznej) jest zbieżny, to jest ciągiem Cauchy’ego (w przypadku ciągów liczbowych rzeczywistych lub zespolonych zachodzi również twierdzenie odwrotne, to znaczy powyższe warunki są równoważne).

### Przykłady
- Zbiór {\displaystyle \mathbb {R} } jako przestrzeń metryczna z metryką {\displaystyle d(a,b):=|a-b|.} Podobnie ze zbiorem {\displaystyle \mathbb {C} }
- Zbiór {\displaystyle \mathbb {Q} } liczb wymiernych jako przestrzeń metryczna z metryką {\displaystyle d(a,b):=|a-b|.} W tej przestrzeni np. ciąg {\displaystyle a_{n}:=(1+{\tfrac {1}{n}})^{n}} nie jest zbieżny, chociaż jest rosnący i ograniczony.
- Przestrzeniach liniowa z normą {\displaystyle \|\cdot \|,} jeśli przyjąć jako metrykę {\displaystyle d(a,b)=\|a-b\|.}
- Przestrzeń, której elementami są punkty płaszczyzny o współrzędnych całkowitych, z odległością naturalną. W tej przestrzeni metrycznej ciąg jest zbieżny wtedy i tylko wtedy, gdy od pewnego wskaźnika począwszy jest stały.

## Zbieżność w przestrzeniach topologicznych

### Definicje
Pojęcie granicy ciągu można wprowadzić w jeszcze ogólniejszych przestrzeniach topologicznych przez zastąpienie kul otoczeniami.
Niech {\displaystyle (X,\tau )} będzie przestrzenią topologiczną. Ciąg {\displaystyle (x_{n})} elementów tej przestrzeni jest zbieżny do {\displaystyle x\in X,} jeśli
{\displaystyle \forall _{U\in \tau }\;\left(x\in U\Rightarrow \exists _{N}\;\forall _{n>N}\;x_{n}\in U\right).}
co można wyrazić:
dla dowolnego otoczenia {\displaystyle U} punktu {\displaystyle x} istnieje taki wskaźnik {\displaystyle N,} że dla wszystkich wskaźników {\displaystyle n>N} wyrazy {\displaystyle a_{n}} leżą w otoczeniu {\displaystyle U,}
lub inaczej:
w dowolnym otoczeniu {\displaystyle U} punktu {\displaystyle x} mieszczą się prawie wszystkie wyrazy ciągu {\displaystyle x_{n}.}
W przestrzeniach Hausdorffa (którymi są m.in. przestrzenie liczb rzeczywistych lub zespolonych) każdy ciąg może być zbieżny do najwyżej jednego punktu.

### Przykłady
- Zbiór {\displaystyle \mathbb {R} } z topologią, w której bazą jest zbiór przedziałów otwartych {\displaystyle (a,b),\ \ a,b\in \mathbb {R} .} Podobnie ze zbiorem {\displaystyle \mathbb {C} ,} tutaj bazą może być zbiór kół otwartych postaci {\displaystyle \{z\in \mathbb {C} :|z-g|<r\},\ \ g\in \mathbb {C} ,\ r\in \mathbb {R} } lub prostokątów postaci {\displaystyle \{z\in \mathbb {C} :a<\operatorname {Re} z<b\wedge c<\operatorname {Im} z<d\},\ \ a,b,c,d\in \mathbb {R} .}
- Dowolna przestrzeń z topologią antydyskretną. Tutaj każdy ciąg jest ciągiem zbieżnym.
- (Uzwarcenie prostej. 1 sposób) Przestrzeń topologiczna {\displaystyle \mathbb {R} } uzupełniona o dwa elementy {\displaystyle -\infty ,+\infty } z bazą otoczeń uzupełnioną o zbiory postaci {\displaystyle (a,\infty )\cup \{+\infty \}} oraz {\displaystyle (-\infty ,a)\cup \{-\infty \},\ a\in \mathbb {R} .} Są to otoczenia otwarte punktów odpowiednio {\displaystyle -\infty } i {\displaystyle +\infty .} Wówczas zbieżność ciągu do punktu {\displaystyle +\infty } w sensie definicji topologicznej odpowiada rozbieżności ciągu do granicy niewłaściwej {\displaystyle +\infty .} Analogicznie dla zbieżności do punktu {\displaystyle -\infty .} W wyniku rozbudowy przestrzeni topolicznej {\displaystyle \mathbb {R} } do {\displaystyle \mathbb {R} \cup \{-\infty \}\cup \{+\infty \}} powstaje przestrzeń homeomorficzna z odcinkiem domkniętym oznaczana zazwyczaj {\displaystyle {\overline {\mathbb {R} }}.}
- (Uzwarcenie płaszczyzny) Przestrzeń topologiczna {\displaystyle \mathbb {C} } uzupełniona o element {\displaystyle \infty } z bazą otoczeń w postaci kół uzupełnioną o zbiory postaci {\displaystyle \{z\in \mathbb {C} :|z-g|>r\}\cup \{\infty \},g\in \mathbb {C} ,r\in \mathbb {R} } (zewnętrza kół) lub z bazą w postaci prostokątów uzupełnioną o zbiory postaci {\displaystyle \{z:\operatorname {Re} z<a\vee \operatorname {Re} z>b\vee \operatorname {Im} z<c\vee \operatorname {Im} z>d\}\cup \{\infty \},a,b,c,d\in \mathbb {R} } (zewnętrza prostokątów). Są to otoczenia otwarte punktu {\displaystyle \infty .} Wówczas zbieżność ciągu zespolonego do punktu {\displaystyle \infty } w sensie definicji topologicznej odpowiada rozbieżności ciągu do granicy niewłaściwej {\displaystyle \infty .} W wyniku rozbudowy przestrzeni topolicznej {\displaystyle \mathbb {C} } do {\displaystyle \mathbb {C} \cup \{\infty \}} powstaje przestrzeń homeomorficzna ze sferą oznaczana zazwyczaj {\displaystyle \mathbb {C} ^{*}} lub {\displaystyle {\widehat {\mathbb {C} }}.}
- (Uzwarcenie prostej. 2 sposób) Przestrzeń topologiczna {\displaystyle \mathbb {R} } uzupełniona element {\displaystyle \infty } z bazą otoczeń uzupełnioną o zbiory postaci {\displaystyle (-\infty ,a)\cup (b,+\infty )\cup \{\infty \}} {\displaystyle a,b\in \mathbb {R} .} Są to otoczenia otwarte punktu {\displaystyle \infty .} Wówczas zbieżność ciągu do punktu {\displaystyle \infty } w sensie definicji topologicznej odpowiada rozbieżności ciągu do granicy niewłaściwej {\displaystyle \infty .} W wyniku rozbudowy przestrzeni topolicznej {\displaystyle \mathbb {R} } do {\displaystyle \mathbb {R} \cup \{\infty \}} powstaje przestrzeń homeomorficzna z okręgiem oznaczana zazwyczaj {\displaystyle \mathbb {R} ^{*}} lub {\displaystyle {\widehat {\mathbb {R} }}.}

## Historia
Zenon z Elei znany jest ze sformułowania paradoksów, które wykorzystują przejścia graniczne. Leucyp z Miletu, Demokryt z Abdery, Antyfont z Ramnus, Eudoksos z Knidos i Archimedes z Syrakuz wynaleźli metodę wyczerpywania, która wykorzystuje ciąg przybliżeń umożliwiający wyznaczenie powierzchni bądź objętości; ostatniemu z nich znane było również sumowanie, które dziś nazywane jest szeregiem geometrycznym.
Isaac Newton zajmował się szeregami w swoich dziełach dotyczących analizy szeregów nieskończonych (Analysis with infinite series, napisane w 1669 roku, najpierw krążyło jako manuskrypt, opublikowano w 1711 roku), metodzie fluksji i szeregach nieskończonych (Method of fluxions and infinite series, napisane w 1671 roku, wydane w tłumaczeniu angielskim w 1736 roku; oryginał łaciński wydano znacznie później) i traktacie o krzywych kwadratowych (Tractatus de Quadratura Curvarum, napisane w 1693 roku, a opublikowane w 1704 roku jako dodatek do jego Optiks), później rozważał on rozwinięcie dwumienne {\displaystyle (x+o)^{n},} które linearyzuje, biorąc granice, tzn. przyjmując {\displaystyle o\to 0.}
Osiemnastowiecznym matematykom, takim jak Leonhard Euler, udawało się zsumować pewne szeregi rozbieżne dzięki „zatrzymaniu się w odpowiednim momencie”; nie interesowali się oni nadto tym, czy granica istnieje, o ile tylko mogła być ona obliczona. Pod koniec XVIII wieku Joseph Louis Lagrange w swojej pracy Théorie des fonctions analytiques (1797) stwierdził, że brak rygoru przeszkadza w rozwoju analizy. Carl Friedrich Gauss w dziele o szeregach hipergeometrycznych (1813) po raz pierwszy zbadał w sposób rygorystyczny pod jakimi warunkami szereg zbiega do granicy.
Współczesną definicję granicy (dla każdego {\displaystyle \varepsilon } istnieje taki wskaźnik {\displaystyle N,} że…) niezależnie podali:
- Bernard Bolzano (Der binomische Lehrsatz, Praga 1816, wówczas niezauważona);
- Augustin Louis Cauchy w jego Cours d’analyse (1821).